# Una mujer fantástica
Una mujer fantástica és una pel·lícula xilena dirigida per Sebastián Lelio i protagonitzada per l'actriu Daniela Vega. Va ser seleccionada per a competir pel Os d'Or en la competència principal del 67è Festival Internacional de Cinema de Berlín. Va ser la guanyadora en la categoria millor pel·lícula de parla no anglesa en la 90a edició dels premis Oscar —i la guanyadora en la categoria de millor pel·lícula iberoamericana als XXXII Premis Goya.

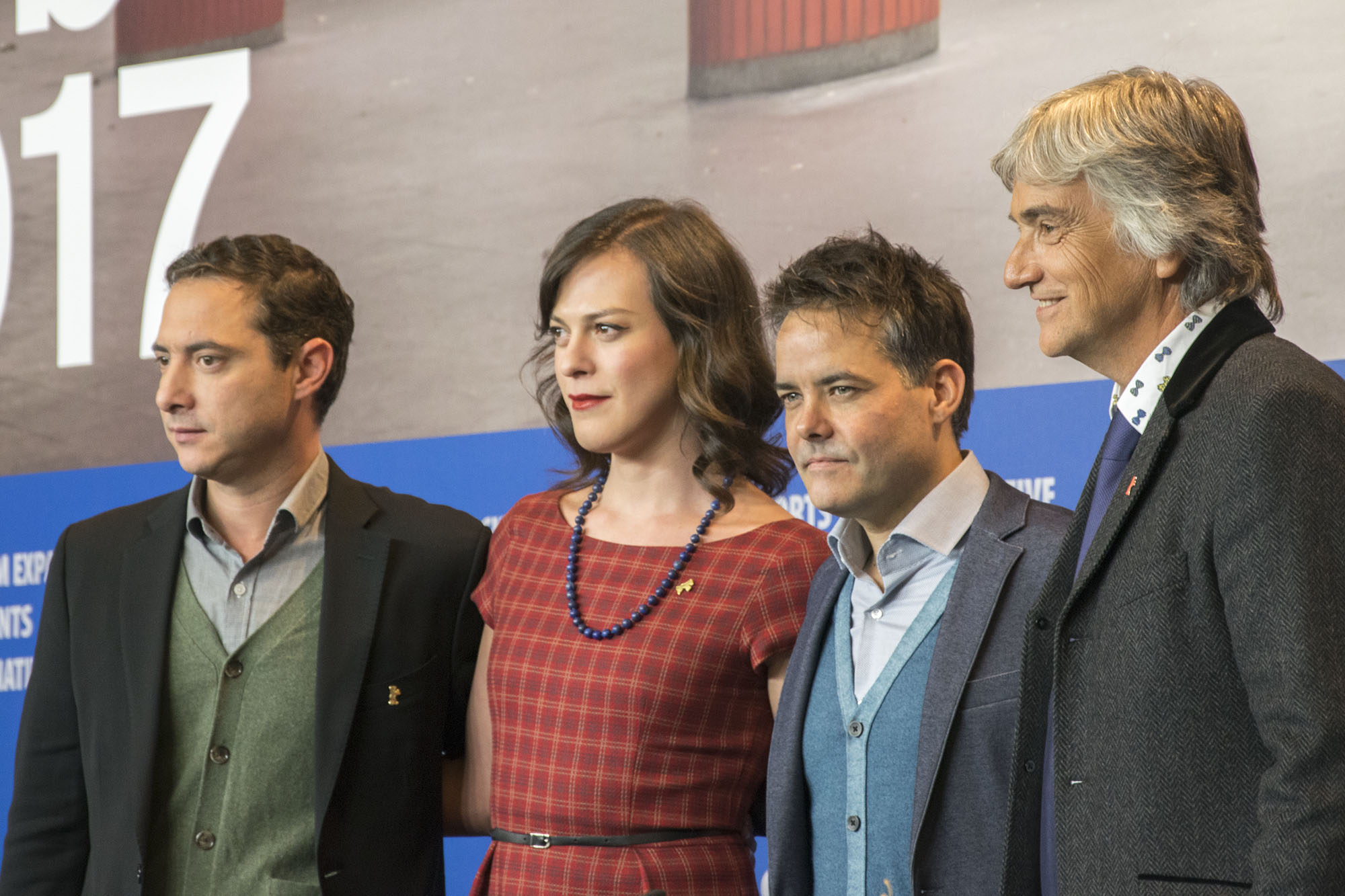
Juan de Dios Larraín, Daniela Vega, Sebastián Lelio i Francisco Reyes al Festival Internacional de Cinema de Berlín el febrer de 2017.

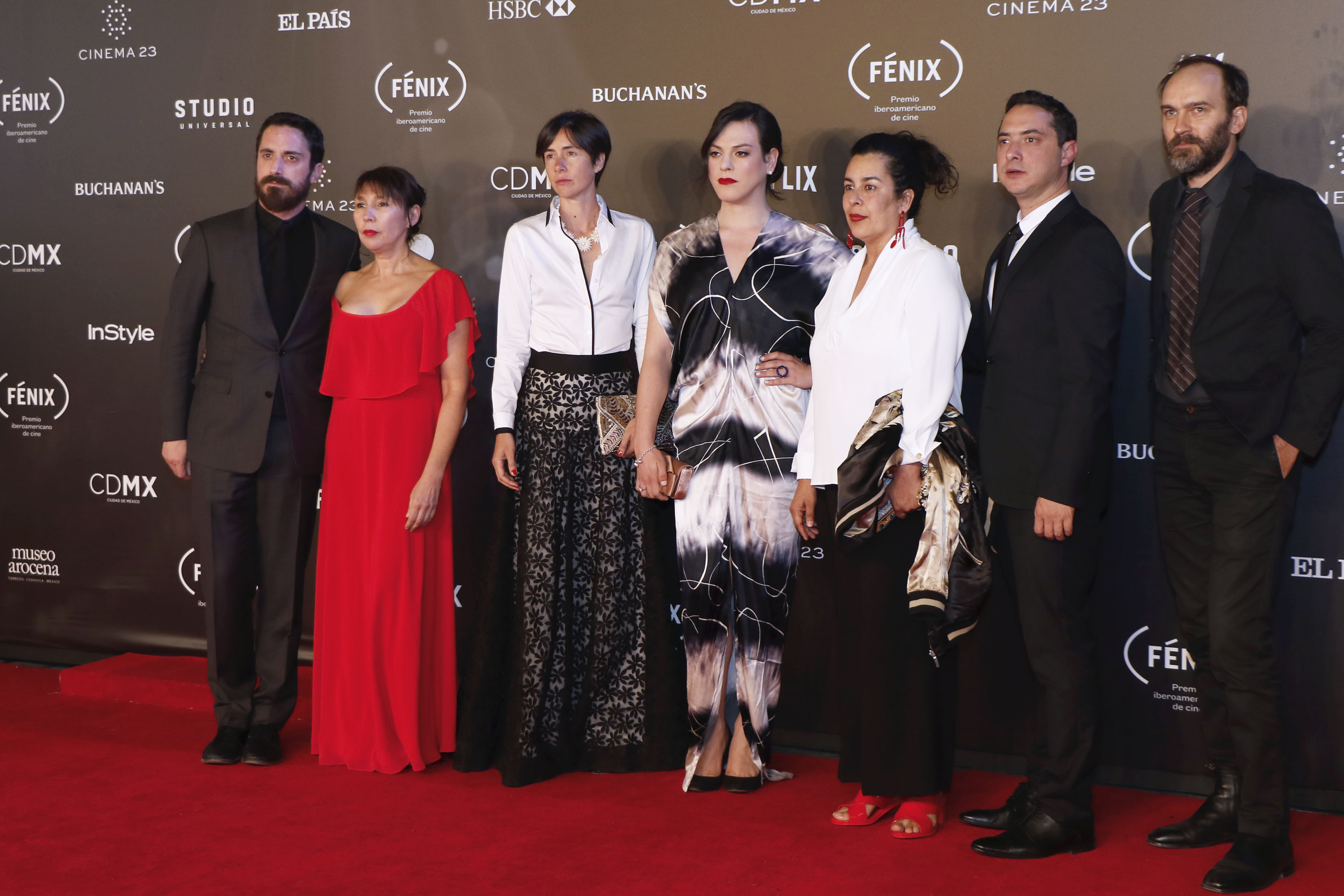
Elenc d' Una mujer fantástica en la catifa vermella del Teatro de la Ciudad Esperanza Iris on va rebre el Premi Fénix 2017 a la Millor Pel·lícula, Mèxic, 6 de desembre de 2017.

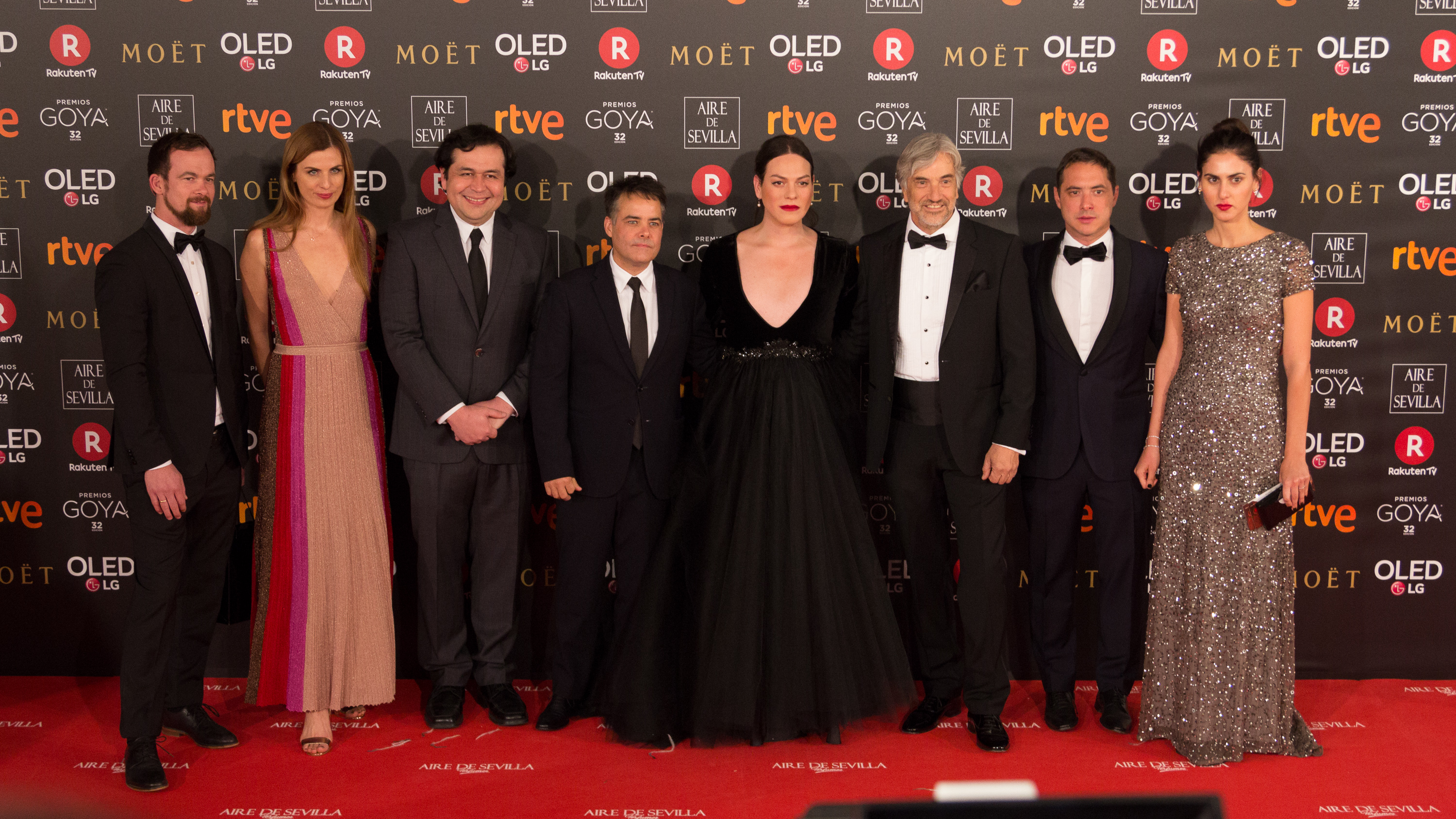
L'equip d' Una mujer fantástica, la nit en què van guanyar el premi Goya a la millor pel·lícula iberoamericana al febrer de 2018.

## Argument
Marina és una jove dona transgènere que viu a Santiago, Xile on treballa com a cantant i cambrera. Ella és portada a sopar per a celebrar el seu aniversari pel seu xicot Orlando, un home 20 anys major amb qui es va mudar recentment. Tots dos tenen plans de futur conjunts. Aquesta nit, Orlando es desperta atordit i es queixa que no se sent bé. Marina es prepara per a portar-lo a l'hospital, però ell ensopega en unes escales. Després de conduir a Orlando a l'hospital i registrar-lo, un metge l'informa que Orlando ha mort d'un aneurisma cerebral. Ella fuig de l'hospital i després és detinguda per la policia, que la porta en automòbil i li demana una explicació de per què es va anar tan sobtadament. Marina parla amb el germà d'Orlando, Gabo, qui l'ajuda a convèncer als policies de la seva innocència i li permet portar l'acte d'Orlando a casa.
Marina és contactada per Sonia, l'exdona d'Orlando, i organitzen una cita perquè Marina li lliuri l'automòbil d'Orlando. Ella es troba amb Sonia, qui és sincera sobre els seus sentiments transfòbics cap a Marina. Poc després, el fill d'Orlando, Bruno, comença a ocupar l'apartament que Orlando té en el lloc on viu Marina, amb la intenció d'expulsar-la. També insisteix a guardar a la seva gossa, Diabla, que Marina li diu que Orlando li va donar. Mentre treballa, Marina és visitada per una detectiva. La detectiu, Antonia, revela que ella treballa per a resoldre crims que inclouen assalt sexual, i estava preocupada pels cops que Orlando va sofrir durant la seva caiguda. Per a demostrar la seva innocència, Marina es presenta en l'estació de policia i és fotografiada nua per a demostrar que no va haver-hi intercanvi físic entre ells la nit de la mort d'Orlando.
Rebuda pels seus amics Wanda i Gastón l'endemà, Marina es prepara per a mudar-se del departament d'Orlando. Encara que els seus amics i Sonia li van advertir que no ho fes, Marina assisteix a la vetlla d'Orlando. En entrar, Sonia deté la cerimònia i exigeix que Marina se’n vagi. En sortir, Gabo l'aconsegueix i es disculpa amb ella. Més tard, Bruno i els seus amics l'aborden des d'un automòbil. Els seus amics l'agafen i l'obliguen a pujar a l'automòbil. L'amenacen i emboliquen la seva cara en cinta adhesiva, deixant-la en un carreró. Espantada i sola, Marina després camina cap a un club gai on es troba i balla amb un noi. Ella es queda aquesta nit amb Wanda i Gastón.
L'endemà al matí, ella descobreix els detalls del funeral d'Orlando en el periòdic. Els seus amics li adverteixen que ho deixi passar, i Marina diu que no assistirà. No obstant això, ella va a la funerària després de la cerimònia. En arribar al cementiri, s'enfronta a la família d'Orlando, que s'està anant al seu automòbil. Mentre la insulten, ella hi puja a l'acte i crida enutjada que vol que li retornin la seva gossa Diabla. Atordits, se’n van. Seguint a un empleat a la morgue, ella aconsegueix veure el cos d'Orlando i dir-li adéu abans de la seva cremació. Més tard, es veu a Marina corrent amb Diabla. En l'última escena, ella canta un recital d'òpera davant un auditori ple.

## Elenc
- Daniela Vega com Marina Vidal.
- Francisco Reyes com Orlando Onetto Partier.
- Aline Küppenheim com Sonia Bunster.
- Luis Gnecco com Gabriel Onetto Partier.
- Antonia Zegers com Alessandra.
- Nicolás Saavedra com Bruno Onetto Bunster.
- Amparo Noguera com a Detectiu Adriana Cortés.
- Sergio Hernández com Mestre de piano.
- Trinidad González com Wanda Vidal.
- Néstor Cantillana com Gastón.
- Alejandro Goic com a Doctor.
- Roberto Farías com a Metge SML.
- Marcial Tagle com a Familiar d'Orlando.
- Pablo Cerda com Pablo.
- Erto Pantoja com a Carabiner.
- Paola Lattus com a infermera.
- Cristián Chaparro com a Massatgista.
- Eduardo Paxeco com a Paramèdic.
- José Antonio Raffo com a Guàrdia de seguretat.
- Bàrbara Mundt com a Dona que treu a Marina del velori.
- Paulina Hunt com a Funcionària capella.
- Pablo Greene com a Parent jove.

## Estrena
La pel·lícula va ser adquirida per Sony Pictures el 10 de febrer de 2017. L'endemà passat, es va estrenar en la 67a edició del Festival Internacional de Cinema de Berlín, on va guanyar l'Os de Plata al millor guió i el Teddy Award, premi atorgat a films amb temàtiques LGBT.
També va ser exhibida en els festivals de Telluride i Toronto abans de la seva estrena en cinemes estatunidencs, ocorregut el 2 de febrer de 2018. La seva estrena en la televisió oberta xilena va ocórrer el 2 de març de 2018 per la cadena privada Canal 13, dos dies abans de guanyar els Premis Oscar a la millor pel·lícula estrangera en la norantena lliurament dels premis Oscar.

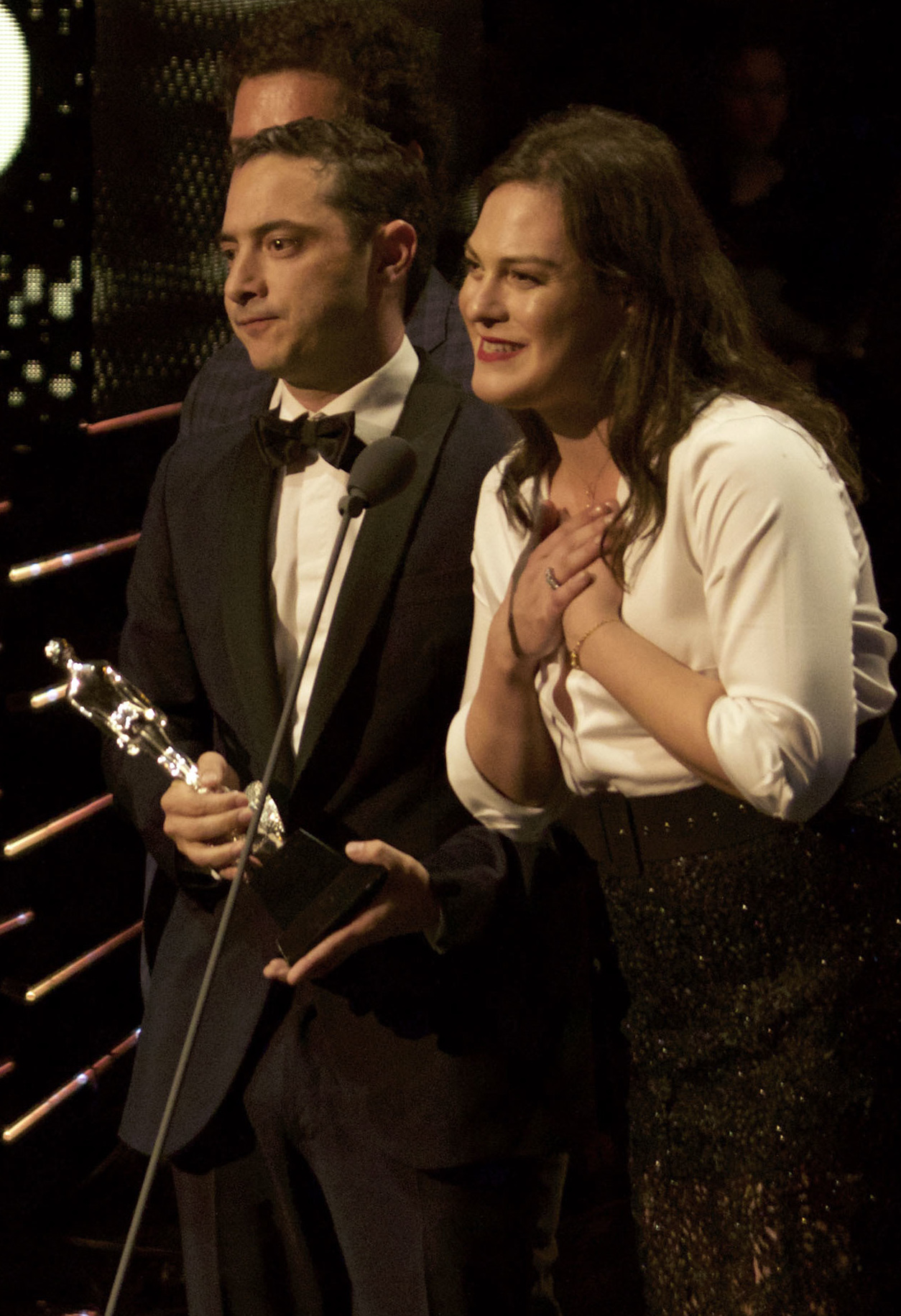
Juan de Dios Larraín y Daniela Vega reben el Premi Ariel per Una mujer fantástica guanyadora com Millor pel·lícula Iberoamericana, Mèxic, 5 de juny, 2018.

## Premis i nominacions
| Premi                                                            | Categoria                                         | Receptor                       | Resultat   | Ref(s)        |
| ---------------------------------------------------------------- | ------------------------------------------------- | ------------------------------ | ---------- | ------------- |
| Festival Internacional de Cinema de Berlín                       | Teddy Award al millor llargmetratge               | Sebastián Lelio                | Guanyador  | [ 10 ]        |
| Festival Internacional de Cinema de Berlín                       | Os de Plata al millor guió                        | Sebastián Lelio i Gonzalo Maza | Guanyador  | [ 10 ]        |
| Festival Internacional de Cinema de Berlín                       | Os d'Or                                           | Sebastián Lelio                | Nominat    | [ 10 ]        |
| Festival de Cinema de Cabourg                                    | Gran Premi del Jurat                              | Sebastián Lelio                | Guanyador  | [ 11 ]        |
| Festival Internacional de Cinema de Sant Sebastià                | Premi Sebastiane                                  | Una mujer fantástica           | Nominat    | [ 10 ]        |
| Festival Internacional de Cinema de Sant Sebastià                | Premi Sebastiane Llatí                            | Una mujer fantástica           | Guanyador  | [ 10 ]        |
| Festival Internacional de Cinema de Sant Sebastià                | Premi Horitzonts Llatins                          | Una mujer fantástica           | Nominat    | [ 10 ]        |
| Festival de Cinema de Lima                                       | Premi del Jurat                                   | Una mujer fantástica           | Guanyador  | [ 12 ]        |
| Festival de Cinema de Lima                                       | Millor actriu                                     | Daniela Vega                   | Guanyador  | [ 12 ]        |
| Premi Iberoamericà de Cinema Fénix                               | Millor pel·lícula                                 | Una mujer fantástica           | Guanyador  | [ 10 ]        |
| Premi Iberoamericà de Cinema Fénix                               | Millor direcció                                   | Sebastián Lelio                | Guanyador  | [ 10 ]        |
| Premi Iberoamericà de Cinema Fénix                               | Millor interpretació femenina                     | Daniela Vega                   | Guanyador  | [ 10 ]        |
| Premi Iberoamericà de Cinema Fénix                               | Millor fotografia                                 | Benjamín Echazarreta           | Nominat    | [ 10 ]        |
| Premi Iberoamericà de Cinema Fénix                               | Millor edició                                     | Soledad Salfate                | Nominat    | [ 10 ]        |
| Premi Iberoamericà de Cinema Fénix                               | Millor disseny d'art                              | Estefanía Larraín              | Nominat    | [ 10 ]        |
| Premi Iberoamericà de Cinema Fénix                               | Millor vestuari                                   | Muriel Parra                   | Nominat    | [ 10 ]        |
| Premis Independent Spirit                                        | Millor pel·lícula estrangera                      | Sebastián Lelio                | Guanyadora | [ 10 ]        |
| Premis de la Crítica Cinematogràfica                             | Millor pel·lícula extranjera                      | Sebastián Lelio                | Nominat    | [ 10 ]        |
| Premis Globus d'Or                                               | Millor pel·lícula estrangera                      | Una mujer fantástica           | Nominat    | [ 13 ]        |
| Premis Goya                                                      | Millor pel·lícula iberoamericana                  | Una mujer fantástica           | Guanyadora | [ 14 ]        |
| National Board of Review                                         | Top 5 pel·lícules en idioma estranger             | Una mujer fantástica           | Guanyador  | [ 10 ]        |
| San Francisco Film Critics Circle                                | Millor pel·lícula estrangera                      | Una mujer fantástica           | Nominat    | [ 15 ]        |
| Associació de Crítics de Cinem de Chicago                        | Millor pel·lícula estrangera                      | Una mujer fantástica           | Nominat    | [ 16 ]        |
| Women Film Critics Circle                                        | Millor pel·lícula estrangera per o sobre una dona | Una mujer fantástica           | Nominat    | [ 17 ]        |
| Vancouver Film Critics Circle                                    | Millor pel·lícula estrangera                      | Una mujer fantástica           | Nominat    | [ 18 ]        |
| Indiana Film Journalists Association                             | Millor pel·lícula estrangera                      | Una mujer fantástica           | Nominat    | [ 19 ]        |
| Black Film Critics Circle                                        | Millor pel·lícula estrangera                      | Una mujer fantástica           | Guanyador  | [ 20 ]        |
| Georgia Film Critics Association                                 | Millor pel·lícula estrangera                      | Una mujer fantástica           | Nominat    | [ 21 ]        |
| Denver Film Critics Society                                      | Millor pel·lícula estrangera                      | Una mujer fantástica           | Nominat    | [ 22 ]        |
| Union de la Critique de Cinéma                                   | Grand Prix                                        | Una mujer fantástica           | Nominat    | [ 23 ]        |
| Festival Internacional del Nou Cinema Llatinoamericà de l'Havana | Premi Especial del Jurat                          | Una mujer fantástica           | Guanyador  | [ 24 ]        |
| Festival Internacional del Nou Cinema Llatinoamericà de l'Havana | Millor actriu                                     | Daniela Vega                   | Guanyador  | [ 24 ]        |
| Festival Internacional del Nou Cinema Llatinoamericà de l'Havana | Premi Únete - Nacions Unides                      | Una mujer fantástica           | Guanyador  | [ 25 ]        |
| Premios Caleuche                                                 | Millor actriu protagonista en cinema              | Daniela Vega                   | Guanyadora | [ 26 ]        |
| Premios Caleuche                                                 | Millor actriu de suport en cinema                 | Aline Kuppenheim               | Nominada   | [ 26 ]        |
| Premios Caleuche                                                 | Mejor actor de suport en cinema                   | Sergio Hernández               | Nominat    | [ 26 ]        |
| Premi Forqué                                                     | Millor pel·lícula llatinoamericana                | Una mujer fantástica           | Guanyador  | [ 27 ]        |
| Dorian Awards                                                    | Millor pel·lícula estrangera                      | Una mujer fantástica           | Nominat    | [ 28 ]        |
| Dorian Awards                                                    | Millor actriu                                     | Daniela Vega                   | Nominat    | [ 28 ]        |
| Dorian Awards                                                    | Millor pel·lícula LGBTQ                           | Una mujer fantástica           | Nominat    | [ 28 ]        |
| Dorian Awards                                                    | Millor estrella emergent                          | Daniela Vega                   | Nominat    | [ 28 ]        |
| Festival Internacional de Cinema de Palm Springs                 | Menció d'honor Jurado Cine Latino                 | Una mujer fantástica           | Guanyador  | [ 29 ] [ 30 ] |
| Festival Internacional de Cinema de Palm Springs                 | Millor actriu en pel·lícula estrangera            | Daniela Vega                   | Guanyador  | [ 29 ] [ 30 ] |
| Premis GLAAD                                                     | Millor pel·lícula d'exhibició limitada            | Una mujer fantástica           | Guanyador  | [ 31 ]        |
| Premi Oscar                                                      | Millor pel·lícula de parla no anglesa             | Una mujer fantástica           | Guanyadora | [ 32 ] [ 33 ] |
| Premis Platino                                                   | Millor pel·lícula                                 | Una mujer fantástica           | Guanyadora | [ 34 ]        |
| Premis Platino                                                   | Mejor director                                    | Sebastián Lelio                | Guanyador  | [ 34 ]        |
| Premis Platino                                                   | Millor actriu                                     | Daniela Vega                   | Guanyadora | [ 34 ]        |
| Premis Platino                                                   | Milljor guió                                      | Sebastián Lelio, Gonzalo Maza  | Guanyador  | [ 34 ]        |
| Premis Platino                                                   | Millor direcció de muntatge                       | Soledad Salfate                | Guanyadora | [ 34 ]        |
| Premis Platino                                                   | Millor direcció de fotografia                     | Benjamín Echazarreta           | Nominada   | [ 35 ]        |
| Premis Platino                                                   | Millor direcció d'art                             | Estefanía Larraín              | Nominada   | [ 35 ]        |
| Premis Platino                                                   | Millor direcció de so                             | Tina Laschke                   | Nominada   | [ 35 ]        |
| Premis Platino                                                   | Premi PLATINO al Cinema i Educació en Valors      | Una mujer fantástica           | Nominat    | [ 35 ]        |
| Premi Ariel                                                      | Millor pel·lícula iberoamericana                  | Una mujer fantástica           | Guanyadora | [ 36 ]        |